# Cseh Ervin
Szentkatolnai Cseh Ervin (Valpó, 1838. március 23. – Erdőd, 1918. június 12.) erdélyi magyar származású horvát-szlavónországi politikus, két ízben horvát–dalmát–szlavón tárca nélküli miniszter.

## Életrajza
A régi erdélyi nemesi származású szentkatolnai Cseh család született a Verőce vármegyei Valpón. Középiskolai tanulmányait Pécsett, Temesvárott és Bécsben végezte, majd a Magyaróvári Császári és Királyi Gazdasági Felsőbb Tanintézetben szerzett diplomát. Ezután a gazdasági életben tevékenykedett, amiért a szlavóniai gazdasági egyesület elnökeként a harmadosztályú Vaskorona-renddel tüntették ki.
Khuen-Héderváry Károly horvát bán 1886-ban Szerém vármegye főispánjává nevezte ki. Ebbéli tisztségében a horvátok és a szerbek kibékítésére törekedett, ami sikerült is neki. Főispáni tisztségéről 1898. december 10-én mondott le, mikor a Bánffy-kormányban kinevezték horvát–dalmát–szlavón tárca nélküli miniszternek. Még 1898-ban titkos tanácsosi, 1899-ben pedig császári és királyi kamarási kitüntetést kapott.
1899-ben a karlócai kerületben, 1901-ben pedig Eszék egyes számú választókerületében választották a horvát szábor képviselőjévé, ami az utóbbi alkalommal a horvát-magyar kiegyezés alapján a magyar országgyűlésbe delegálta (ahol egyébként, mint regnáló miniszter már addig is helyet foglalt). A perzsa sah budapesti látogatásakor sokak mellett őt is kitüntette az első osztályú nap- és oroszlán renddel. Miniszteri posztját a Széll-kabinetben is megtartotta, ám mikor Széll Kálmán 1903. június 27-ei hatállyal lemondott, ő is távozott. Alig több, mint négy hónappal később az első Tisza István-kormányban újfent horvát-szlavón-dalmát tárca nélküli miniszter lett, amit a kabinet 1905. június 18-ai leköszönéséig vitt. Ezután visszavonult a politikától.
Már első minisztersége idején is az alsó-baranya-bácsi református egyházmegye gondnoka és világi elnöke volt.